# 丹尼尔·H·简森
丹尼尔·H·简森（1939年1月18日—）是一位美国进化生态学家和保育運動者，宾夕法尼亚大学生物学教授，1989年获莱迪奖和麦克阿瑟奖，2002年获阿尔伯特·爱因斯坦世界科学奖，2014年获蓝色星球奖。